# Frans de Jong
Franciscus Cornelius (Frans) de Jong (Alphen, 29 november 1922 – Breda, 6 april 2018) was een Nederlands politicus namens de KVP en - vanaf 1980 - het CDA.
De Jong werd geboren als zoon van een landbouwer en werkte vanaf 1942 op het landbouwbedrijf van zijn vader. In de jaren 1950 was hij enige tijd ambtenaar bij het ministerie van Landbouw, Visserij en Voedselvoorziening. Vanaf 1953 was hij dertien jaar secretaris van het bestuur van de Coöperatieve Suikerfabrieken, daarna tot 1984 secretaris van het bestuur van de Coöperatieve Vereniging "Suiker Unie" U.A.
In 1962 werd De Jong namens de KVP lid van Provinciale Staten van Noord-Brabant, hetgeen hij tot 1979 zou blijven; hij was bovendien enige jaren fractievoorzitter. Het jaar erop werd hij lid van de Eerste Kamer namens het CDA. Hij was voor deze partijen woordvoerder op het gebied van de landbouw. Hij was tevens voorzitter van de commissie voor Landbouw en Visserij en fractiesecretaris.
Ir. F.C. de Jong was ereburger van de Provincie Noord-Brabant en Officier in de Orde van Oranje-Nassau. Hij was getrouwd met Anna Maria (Annie) Vaarten (1925-2017) met wie hij verschillende kinderen kreeg. Hij overleed in 2018 op 95-jarige leeftijd.
- Parlement.com: vg09llmk0bzh